# THE CROSS-BORDER RUGBY
THE CROSS-BORDER RUGBY （クロスボーダーラグビー）は、一般社団法人ジャパンラグビーリーグワンと公益財団法人日本ラグビーフットボール協会が主催するラグビーユニオンの国際競技会。ニュージーランドラグビー協会が協力し、2024年2月に「THE CROSS-BORDER RUGBY 2024」として開催。ニュージーランドのクラブチームが、ジャパンラグビーリーグワン上位チームと日本国内で対戦した。ニュージーランドラグビー協会の規約により、現役オールブラックスの選手は出場しなかった（後述）。

## 概要
古くは2017年、当時日本ラグビーフットボール協会にいた瓜生靖治（元キヤノンイーグルス）が、「サッカーのトヨタカップのような形で、世界のリーグチャンピオンと戦わせたい」と語るなどの構想はあった。
2021年1月15日、新リーグ（リーグワン）へのリニューアル素案の段階で、初年度のレギュラーシーズン終了後（2022年5月末以降）に上位チームを対象にクロスボーダーマッチを開催することが計画されていたが、実現には至らなかった。
2023年5月10日、日本ラグビーフットボール協会が、ニュージーランドラグビー協会との連携と定期的な試合開催の覚書を締結。これには、2024年から2027年まで、スーパーラグビーに参加するニュージーランドのチームが、リーグワンのチームと対戦するという内容が含まれていた。
2023年9月6日、リーグワンは海外チームとの対戦日程を発表。シーズン途中の実施となり、レギュラーシーズンの対戦とは2週間おくことなどが明らかになった。
「THE CROSS-BORDER RUGBY 2024」は、2024年2月3日から10日にかけて、「スーパーラグビー・パシフィック」に参加するニュージーランドのクラブチーム ギャラガー・チーフス（スーパーラグビー2023で準優勝）とブルーズ（同・4強）が、リーグワン2022-23シーズンの上位4チーム、クボタスピアーズ船橋・東京ベイ、埼玉パナソニックワイルドナイツ、横浜キヤノンイーグルス、東京サントリーサンゴリアスと対戦した。前季スーパーラグビーに優勝したクルセイダーズは参加しなかった。
この大会に出場しないDIVISION1の残り8チームは、リーグワンでの対戦が約1か月休止した。エディー・ジョーンズ日本代表ヘッドコーチは、この期間（2024年2月6日から2日間）に、日本代表候補合宿「男子15人制トレーニングスコッド福岡合宿」を実施した。
ワールドカップ2023から約4か月後に、ニュージーランドクラブチームが来日するということで、オールブラックスの選手（ダミアン・マッケンジー、サミソニ・タウケイアホなど）と、日本のリーグワン選手との対決に期待を寄せていたメディアもあった。しかし後述のように、現役オールブラックスの選手は1人も出場しなかった。

## 2024年大会概要
出典
- 登録選手数は、23名以上28名以内（入替・交替枠は13名以内）。
- 40分ハーフ、ハーフタイム12分、タイムキーパー制度[13]。
- TMO、オフ・フィールド・レビュー、20分レッドカード[14]、頭部外傷におけるHIA（Head Injury Assessment）[15]を採用。
- レッドカードの場合は、裁定を受ける可能性があるが、公式試合への出場停止処分の対象とはしない。
- 得点の多いチームが勝者。同点は引き分け。延長戦・キッキングコンペティションは行わない。
- チーム表彰を行わない。各試合でプレーヤー・オブ・ザ・マッチを選出・表彰。

## 2024年大会の問題点

### 通常リーグに影響がある日程
日本側は、全16節あるリーグワンDIVISION1の2023-24レギュラーシーズンのうち、第6節と第7節との間に約3週間の空白期間を設けて、その中で開催された。リーグワンレギュラーシーズンの試合と、今大会での試合との間隔は、4チームとも約2週間の空きを設けた。
ニュージーランド側は、スーパーラグビー開幕を2月23日以降に控えており、シーズン直前のタイミングとなった。
埼玉パナソニックワイルドナイツのロビー・ディーンズ監督は、2月4日の試合で勝利した後の記者会見で、大会開催に対して否定的な意見を強く述べ、スポーツニッポン、報知新聞などが報じた。その内容は以下の通り。
- 今回このように行われたのは、悪い判断だと思う。
- シーズン途中ではなく、プレーオフ後にやるべきだ。ワールドカップ以降、選手はずっと休んでいない。十分な休養期間をとらせ、開催期日を遅らせれば、試合の意味が増す。
- 期日的に、日本側の選手に対してフェアではない。この時期に試合をやるというのは、全ての選手にとって「ルーズ、ルーズ、ルーズ」（損失ばかりで得るものがない、という意味）だ。事実、自チームのエセイ・ハアンガナが故障した。もっと選手を大切に扱ってもらいたい。
- この大会には競争が無く、勝ち点などのポイントも与えられない。正しいフォーマットでニュージーランド勢と勝者を決めるべきだ。
- スーパーラグビーは現在、12チーム中8チームがプレーオフに行けるなど、リーグ戦の価値が落ちている。オーストラリア3チーム・ニュージーランド3チーム・日本2チームで決勝トーナメントを行うフォーマットも良い。
- まず、国内のラグビー（開催途中のリーグワン）を大事にすること。その上で、クロスボーダーに進んで行く。国で勝って、海外への挑戦につながるストーリーを描いてほしい。

リーグワン公式WEBサイトのニュース項目「クロスボーダーラグビー2024 レポート（埼玉WK 38-14 ギャラガー・チーフス）2024.02.06」では、試合後の記者会見でのディーンズ監督によるコメントを掲載したが、上記の批判内容や改善意見は一切報じなかった。
ギャラガー・チーフスのクレイトン・マクミランヘッドコーチは「スーパーラグビー、リーグワンにとって、このタイミングは望ましくないかもしれない」と述べたと、2024年2月10日に日刊スポーツは報道した。

### NZ協会による出場規制と、リーグワンチームでの温存
ニュージーランド側、日本側とも、一部の主力選手を出場させずに温存する傾向があった。ただし後述のように、埼玉パナソニックワイルドナイツは、ほぼベストメンバーを揃えて対戦した。

#### NZ代表選手は不出場
ギャラガー・チーフスのクレイトン・マクミランヘッドコーチは、2024年2月4日第1戦の後の記者会見で、「オールブラックス（ニュージーランド代表）の選手は、スーパーラグビーのプレシーズンにおいて合計40分間までしか試合に出られない」という出場制限を明かし、実際、この大会には現役オールブラックス選手は出場していない。スポーツニッポンとWEBマガジン「RUGBY JAPAN365」はこれを報じた。
ベースボール・マガジン社のWEBサイト「ラグビーリパブリック」も、ブルーズ対サンゴリアス戦の後、2024年2月5日に以下のように出場制限を報じた。
- ブルーズは、ニュージーランドラグビー協会の取り決めで、ワールドカップ2023でプレーした代表選手6名[28]を試合に出せなかった。
- 日本の東京サントリーサンゴリアス側も、ワールドカップ2023に出場した選手 サム・ケイン（ニュージーランド代表）、チェスリン・コルビ（南アフリカ代表）を出場させられなかった。

2024年2月10日に4試合が終了後、毎日新聞は、以下のように出場選手のメンバー構成を問題視して報じた。
- 前年ワールドカップ2023でニュージーランド代表だったダミアン・マッケンジーが、ギャラガー・チーフスの一員として来日したが、試合には出なかった。
- ギャラガー・チーフスのヘッドコーチ、クレイトン・マクミランによると、ニュージーランド代表選手は、この時期にプレーできる時間が規定で制限されている。

元日本代表の後藤翔太は、「オールブラックスのスター選手はワールドカップでの出場時間によってプロテクトされていて、出場時間も40分ないしゼロと、さまざまな制約がある中で行われた大会でした」とWEBマガジン「RUGBY JAPAN365」で大会終了後2024年2月12日に明かしている。

#### ファンへの告知無し
「ニュージーランドラグビー協会が、自国のワールドカップ2023出場選手に対し、クロスボーダーラグビー2024大会では出場制限させている」という事情は、ジャパンラグビーリーグワン、日本ラグビーフットボール協会ともに、チケット販売時など事前説明や、大会中、そして大会終了時点でも、公式にファン（一般消費者）に向けて明かしてはいない。上記のように、メディアや関係者が大会後のヘッドコーチ記者会見などを元に、断片的に報じているのみである。この大会のポスターやWEBバナー、会場配布物などのビジュアルには、出場しないオールブラックスの選手写真も使われていた。

#### サンゴリアス、スピアーズは主力選手を温存
東京サントリーサンゴリアスは、クロスボーダー大会の初戦を務め、秩父宮ラグビー場にこの大会で最多となる13,278人の入場者数を集めた。しかし、上記の海外有力選手のほか、堀越康介キャプテン、山本凱、中村亮土、尾崎晟也など日本人有力選手さえも登録されず、リーグワンのレギュラーシーズンに向けて温存。結果、1トライしか取れずに 7-43で大敗した。公式記録によると、サンゴリアスはゲームキャプテンさえも決めていない。
クボタスピアーズ船橋・東京ベイは、立川理道キャプテンなど主力選手を出場させなかった。スポーツニッポンは、フラン・ルディケヘッドコーチのコメントとして、「相手をリスペクトしていないわけではないが、ケガ人もいるため、温存が必要だ。シニアメンバー3人を温存した」と2024年2月10日の試合後に報じた。

#### ワイルドナイツはベスト布陣
埼玉パナソニックワイルドナイツは、主力選手を温存せずに出場させ「ほぼベストメンバー」で臨み、日本側チームとして唯一、38-14の大量得点で勝利した。チーム内の日本代表選手のほか、南アフリカ代表のルード・デヤハー、マリカ・コロインベテもスタンディングメンバーとなった。
横浜キヤノンイーグルスも、梶村祐介キャプテンのほか、シオネ・ハラシリ、小倉順平、田村優など日本代表経験者を温存することなく出場させた。しかし、南アフリカ代表のファフ・デクラーク、ジェシー・クリエルは大会の2週間前から怪我の治療で一時離脱となっていた。

### 肯定的意見
ラグビージャーナリストの村上晃一は、2021年に日本のサンウルブズがスーパーラグビーから脱退し、それ以後、日本ラグビーはスーパーラグビーの強度を経験する機会を失っていた、と振り返る。「そのことが、ワールドカップ2023で日本代表がプール戦敗退した要因のひとつだ」と分析し、クロスボーダー2024年大会で若い日本人選手が大きな刺激を受けたことを評価した。しかし、優勝争いや賞金も無い今回のような交流戦では、観客も選手もモチベーションが上がらない、と断じた。
スポーツライターの大友信彦は、大会の意義や可能性を以下のように述べた。
- 勝ち点が与えられるような公式戦ではなかったが、チームの実力を実証できた。
- この大会は特別ルールで28人が登録され、多くの若い選手が世界を意識して準備し、世界との距離を体感できた。代表強化の点でも、多くの選手をチェックできた。
- 選手が成長する機会を得られたという視点も重要である。
- ワールドラグビーによる国際試合の枠組みが毎年のように変更され、1年後の対戦計画が立てにくいが、リーグワンにはクロスボーダー大会の継続開催を目指してほしい。

クボタスピアーズ船橋・東京ベイでは、立川理道キャプテンなど一部の有力選手を出場させず温存したが、「スーパーラグビーのチームとの強度の高い試合は、選手の成長に必要で、大事なことだ」とフラン・ルディケHCが述べた、とスポーツニッポンが報じている。

## 2024大会オフィシャルパートナー
- NTTドコモ
- NTTコミュニケーションズ
- フォーラムエイト
- LIVE BOARD

## 2025年以降
2024年2月の大会期間中のTHE CROSS-BORDER RUGBY公式サイトには、「将来的にはチャンピオンシップを決める大会としての開催を目指します」との記載がある。大会初日の2024年2月3日、リーグワンの東海林一専務理事は、次年（2025年）以降の開催については白紙であることを明かした。
大会終了2日後の2024年2月12日、サンケイスポーツは、ギャラガー・チーフスのクレイトン・マクミランヘッドコーチが「クロスボーダーの今後について、今の時点でジャッジするのは難しい」と述べた、と報じた。マクミランHCは、今回大会と、2週間後のスーパーラグビー本番とでは、チーム構成が全く異なること（クロスボーダー大会に出場したチームはベストメンバーではない、ということ）を明らかにした。次年以降も大会を開催するためには、ニュージーランド側に何らかのメリットを日本から提示することが重要だと、サンケイスポーツの田中浩は同紙コラムで論じている。
ラグビージャーナリストの村上晃一は、「リーグワンとスーパーラグビーが終了する6月に両リーグの上位チームが集って競うのが理想的」と考察するが、6月は日本代表の活動が始まる時期で、実現は難しいと言う。「リーグワン各チームの同意を得て、2024年と同時期に実施するのが現実的」と述べた。

### 2025年
ジャパンラグビーリーグワン2024-25は、2024年12月21日から2025年6月1日まで、途中中断なく開催。2024年と同じく2月にTHE CROSS-BORDER RUGBYを行うような、日程の余裕は無くなった。

## 試合結果

### THE CROSS-BORDER RUGBY 2024

#### ブルーズ戦
| 2024年2月3日 12:00 | 東京サントリーサンゴリアス | 7-43 | ブルーズ | 秩父宮ラグビー場 観客数: 13,278人 |
| 2024年2月3日 12:00 | レポート                   |      |          | 秩父宮ラグビー場 観客数: 13,278人 |

- プレーヤー・オブ・ザ・マッチ：コーリー ・エヴァンズ（ブルーズ）
- 第10回全国女子ラグビーフットボール選手権大会決勝戦（14:30 -）との併催[47]
- 中継：J SPORTS

| 2024年2月10日 12:10 | 横浜キヤノンイーグルス | 22-57 | ブルーズ | ニッパツ三ツ沢球技場 観客数: 5,946人 |
| 2024年2月10日 12:10 | レポート               |       |          | ニッパツ三ツ沢球技場 観客数: 5,946人 |

- プレーヤー・オブ・ザ・マッチ：ケイレブ・クラーク（ブルーズ）
- 中継：J SPORTS、テレビ神奈川

#### ギャラガー・チーフス戦
| 2024年2月4日 14:30 | 埼玉パナソニックワイルドナイツ | 38-14 | ギャラガー・チーフス | 熊谷ラグビー場 観客数: 7,561人 |
| 2024年2月4日 14:30 | レポート                       |       |                      | 熊谷ラグビー場 観客数: 7,561人 |

- プレーヤー・オブ・ザ・マッチ：ラクラン・ボーシェー（埼玉）
- 中継：J SPORTS

| 2024年2月10日 14:30 | クボタスピアーズ船橋・東京ベイ | 30-35 | ギャラガー・チーフス | 秩父宮ラグビー場 観客数: 9,439人 |
| 2024年2月10日 14:30 | レポート                       |       |                      | 秩父宮ラグビー場 観客数: 9,439人 |

- プレーヤー・オブ・ザ・マッチ：サイモン・パーカー（チーフス）
- 中継：J SPORTS